# 한이슬
한이슬(본명: 한지윤, 2000년 2월 13일~)은 대한민국의 여성 가수이며, 모델이자, 헤어 스타일링 아티스트 겸 메이크업 아티스트 등으로도 활동 중이다. 2018년 이후부터는 락 음악 밴드 《락킷걸》의 메인 구성원(리드 보컬)이기도 하고, 지난날 2017년 제87회 미스 춘향 현(賢) 출신이다.

## 주요 이력
서울특별시 중구 약수동에서 출생하였고, 지난날 한때 경기 용인에서 잠시 유아기를 보낸 적이 있으며, 대부분 경기도 의정부에서 주로 성장하였다. 신장은 168cm이고 체중은 45kg인 그녀는 2017년 《전국춘향선발대회》에 참가, 미스 춘향 현(賢)에 입상하였다. 당시 18세 최연소 미스 춘향으로도 화제가 되었던 같은 해 2017년 《월드핏스타코리아》에서 본상 3위와 탤런트상을 수상했으며 JTBC 프로그램 《"믹스나인"》에 참가하였고, KBO - KT프로야구 시구에도 참여했다. 1년 후 2018년 락 음악 밴드 그룹 《"락킷걸"》의 구성원(리드 보컬)을 통해 가수로 데뷔하여, 2019년에는 "맥심 코리아" 4월호 잡지의 "후즈댓걸" 모델로 선정됐다.

## 수상 경력
- 2017년 전국춘향선발대회 현(賢)
- 2017년 월드핏스타코리아 3위, 탤런트상

## 이외 이력
- 2017년 전북 남원시 홍보대사 위촉

## 학력
- 발곡고등학교 (졸업 - 2018년)